# East Wallabi Island
East Wallabi Island är en ö i Australien. Den ligger i delstaten Western Australia, omkring 440 kilometer nordväst om delstatshuvudstaden Perth. Arean är 3,3 kvadratkilometer. Den sträcker sig 2,3 kilometer i nord-sydlig riktning, och 2,8 kilometer i öst-västlig riktning.
Stäppklimat råder i trakten. Genomsnittlig årsnederbörd är 270 millimeter. Den regnigaste månaden är juni, med i genomsnitt 51 mm nederbörd, och den torraste är december, med 1 mm nederbörd.